# Anabropsis saltator
Anabropsis saltator är en insektsart som först beskrevs av Henri Saussure och Francois Jules Pictet de la Rive 1897.  Anabropsis saltator ingår i släktet Anabropsis och familjen Anostostomatidae. Inga underarter finns listade i Catalogue of Life.